# Sorcière (Buffyverse)
Pour les articles homonymes, voir Sorcière (homonymie).
 (décembre 2022).
Si vous disposez d'ouvrages ou d'articles de référence ou si vous connaissez des sites web de qualité traitant du thème abordé ici, merci de compléter l'article en donnant les références utiles à sa vérifiabilité et en les liant à la section « Notes et références ».
Dans l'univers fictif de Buffy contre les vampires et Angel, une Sorcière est une personne qui a une grande connaissance et pouvoirs de l'usage de forces mystiques, communément connues sous le nom de « magie », pour accomplir plusieurs exploits qui défient les lois de la nature. Le terme « sorcière » est communément utilisé pour nommer les femmes pratiquant la magie. Les hommes pratiquant la magie sont connus sous le nom de « sorciers ».

## Identification
Plusieurs moyens peuvent être utilisés pour déterminer si une personne pratique la magie. Les sorcières semblent déjà pouvoir se reconnaitre entre elles, par le biais de leurs pouvoirs. Un autre de ces moyens est utilisé par Willow au début de la série (Sortilèges), pour savoir si Amy est une sorcière. Il s'agit de réaliser une potion (ayant pour ingrédients : les cheveux de la personne suspectée, du mercure, de l'acide nitrique et des « yeux de triton ») qui doit être versée sur la personne concernée.

## Magie
Devenir une sorcière demande beaucoup de pratique et de travail. Même les personnes dotées de capacités exceptionnellement élevées peuvent mettre plusieurs années pour perfectionner leurs pouvoirs. Les sorts peuvent être exécutés par n'importe qui au moyen d'articles magiques en récitant des incantations particulières (souvent en latin). Cependant les sorcières ont une plus grande connaissance et une plus grande puissance de l'utilisation de la magie.
Tandis que chaque être est capable de faire de la magie, il y a aussi des femmes, appelées sorcières, nées avec un talent inné pour l’utilisation et la manipulation des forces mystiques. Ce talent est héréditaire de mère en fille comme par exemple avec Catherine Madison et Amy Madison (Sortilèges) et Tara Maclay et sa mère (Les Liens du Sang).
La magie peut être utilisée pour les forces du bien. Willow emploie la magie pour aider Buffy dans le combat contre les vampires, les démons et les forces du mal. Cependant la croissance puissance de la magie peut corrompre. Catherine Madison a utilisé la magie pour voler le corps de sa fille. Willow a graduellement commencé à employer la magie dans chaque partie de sa vie, jusqu'à ce qu’elle devienne dépendante. Plus tard, une tragédie eut comme conséquence une emprise d'un pouvoir maléfique en elle, la transformant en « Dark Willow » (Les Foudres de la vengeance).

## Techno Païen
Un Techno Païen est un pratiquant de bas niveau de la magie. Ils ne sont pas différents des sorcières, ils sont justes davantage en phase avec la technologie moderne et sa relation aux arts maléfiques. Par exemple, Jenny Calendar se considérait Techno Païenne plutôt que sorcière. Il y a une différence de niveau de puissance entre un Techno Païen et une sorcière, comme Jenny le confirme dans un épisode de la saison 1, lorsque Giles lui demande si elle est une sorcière. La réponse de Jenny, « Je n’ai pas ce genre de pouvoir » indique que les sorcières peuvent exécuter de plus grands exploits de magie que d’autres. 
Willow est parfois vu utilisant la technologie et les moyens de communication modernes pour sa sorcellerie (par exemple l'Internet). Cependant elle s'identifie en tant que sorcière plutôt qu'une Techno païenne.

### Utilisateurs de magie dans le Buffyverse
- Jenny Calendar
- Rupert Giles
- Anya Jenkins
- Jonathan Levinson
- Tara Maclay
- Amy Madison
- Catherine Madison
- Rack
- Ethan Rayne
- Willow Rosenberg
- Wesley Wyndam-Pryce

### Épisodes du Buffyverse basé sur la sorcellerie
- Sortilèges
- Un Charme déroutant
- Intolérance
- Le Mariage de Buffy
- Tabula rasa
- Écarts de Conduite
- Dépendance
- Les Foudres de la vengeance
- Toute la Peine du Monde, partie 1
- Toute la Peine du Monde, partie 2
- Duel
- Orphée
- La Fin des temps, partie 2